# Harmadik Wekerle-kormány
A harmadik Wekerle-kormány 1917. augusztus 23. és 1918. október 31. között volt hatalmon Wekerle Sándor vezetésével. A kabinet az Esterházy-kormány valamennyi tagját átvette.
A Wekerle-kormány végig kitartott a német szövetség fenntartása mellett és mindent megtett, hogy az ország mind anyagi, mind emberi téren eleget tegyen a „nagy háború” követelményeinek, mégis neki jutott a háború elvesztésének tudomásulvétele és ebből eredően az első tűzszüneti és egyéb egyezmények megkötése az antanttal és szövetségeseivel. Közben  megpróbálta az előzőleg megindult reformfolyamatokat sikerre vinni, azonban a társadalmi reformokat egyáltalán nem, a politikai reformokat pedig csak korlátozott mértékben tudta sikerre vinni: a választójogot kiterjesztette, még ha nem is az eredetileg elképzelt módon, pl. nők nem kapták meg ezt a jogot.
Amikor IV. Károly magyar király 1918. október 16-án közzétette az ún. „Völkermanifest” kiáltványát, amelyben a wilsoni elveknek megfelelve bejelentette szándékát az osztrák birodalom átalakítására szövetségi köztársasággá a külön nemzeti állami közösségekből, akkor Wekerle Sándor miniszterelnök még aznap bejelentette a parlamentben, hogy  Magyarországot Ausztriával ettől fogva csupán perszonálunió köti össze. (Wekerle a magyar korona jogainak sérelme nélküli átmenetet szorgalmazott, és még a magyar élelmiszer-ellátás leállítását is kilátásba helyezte korábban, így a kiáltvány eleve csak az osztrák birodalom átalakítására tért ki.) Az ellenzéki oldalon Károlyi Mihály feliratban kérte a királyt a független Magyarország megalakítására, valamint a demokratikus szabadságjogok kiterjesztését és földreform megvalósítását is. Másnap pedig Tisza István korábbi miniszterelnök tartott drámai beszédet, amelyben elismerte a háború elvesztését, és amelynek demoralizáló hatása mind a fronton harcoló alakulatok között, mind a hátországban kedvezett a forradalmi hangulatnak.
A kormány még foglalkozott a háborúból a békére való átmenet megvalósításával. Ennek keretében elfogadtak egy határozatot 1918. október 20-án „a Magyar Szent Korona Országainak függetlenségéről”, amellyel a régi rendet próbálták meg fenntartani a perszonálunióval, de a háború elvesztése a tömegeket a kormány ellen fordította, amely (mint a háborús nyomorúság fő felelőse) rövid úton távozni kényszerült a hatalomból. Wekerle az eseményekkel szembeni tehetetlenséggel szembesülve már október 23-án (a régi rend utolsó országgyűlésén) lemondott. Másnap az ellenzék ellenkormányt hozott létre Nemzeti Tanács néven, és 12 pontban foglalták össze demokratikus követeléseiket, amiket az újságok a cenzúra ellenére 26-án leközöltek, de ekkor még köztársaságról nem volt szó.
Habsburg József főherceg, magyar kormányzó (homo regius, a király teljhatalmú megbízottjaként), október 29-én a várakozásokkal ellentétben nem Károlyit, hanem Hadik Jánost nevezte ki miniszterelnöknek. Azonban hiába mondott le a kabinet és tette le Hadik az esküjét 30-án délelőtt, a Hadik-kormány már nem tudott megalakulni, mivel azt gyakorlatilag még aznap elmosta az őszirózsás forradalom (Hadik hajnalban beadta lemondását, és Károlyi kapta a kinevezést). Ennek egyik érdekes következménye, hogy míg a miniszterelnöki tisztségben Hadik váltotta Wekerlét, addig az egyes miniszteri tisztségek tekintetében a harmadik Wekerle-kormányt közvetlenül a Károlyi Mihály-kormány követi a sorban október 31-i dátummal (amely november 16-án kikiáltotta a népköztársaságot).

## A kormány tagjai
| Név                                                 | hivatal kezdete      | hivatal vége         | párt                                  | megjegyzés                                |
| Miniszterelnök                                      | Miniszterelnök       | Miniszterelnök       | Miniszterelnök                        | Miniszterelnök                            |
| --------------------------------------------------- | -------------------- | -------------------- | ------------------------------------- | ----------------------------------------- |
| Wekerle Sándor                                      | 1917. augusztus 20.  | 1918. október 30.    | 48-as Alkotmánypárt                   |                                           |
| Hadik János                                         | 1918. október 30.    | 1918. október 31.    | Országos Alkotmánypárt                | kijelölt miniszterelnök                   |
| Belügyminiszter                                     |                      |                      |                                       |                                           |
| Ugron Gábor                                         | 1917. augusztus 23.  | 1918. január 25.     | Országos Alkotmánypárt                |                                           |
| Tóth János                                          | 1918. január 25.     | 1918. május 8.       | Függetlenségi és Negyvennyolcas Párt  |                                           |
| Wekerle Sándor                                      | 1918. május 8.       | 1918. október 31.    | Országos Alkotmánypárt                | miniszterelnökként, ideiglenesen          |
| Pénzügyminiszter                                    |                      |                      |                                       |                                           |
| Gratz Gusztáv                                       | 1917. augusztus 23.  | 1917. szeptember 16. | Nemzeti Munkapárt                     |                                           |
| Wekerle Sándor                                      | 1917. szeptember 16. | 1918. február 11.    | Alkotmánypárt                         | miniszterelnökként, ideiglenesen          |
| Popovics Sándor                                     | 1918. február 11.    | 1918. október 31.    | Alkotmánypárt                         |                                           |
| Igazságügy-miniszter                                |                      |                      |                                       |                                           |
| Grecsák Károly                                      | 1917. augusztus 23.  | 1918. január 25.     | pártonkívüli                          |                                           |
| Vázsonyi Vilmos                                     | 1918. január 25.     | 1918. május 8.       | Polgári Demokrata Párt                |                                           |
| Tőry Gusztáv                                        | 1918. május 8.       | 1918. október 31.    | ?                                     |                                           |
| Honvédelmi miniszter                                |                      |                      |                                       |                                           |
| Szurmay Sándor                                      | 1917. augusztus 23.  | 1918. október 31.    | pártonkívüli                          |                                           |
| A király személye körüli miniszter                  |                      |                      |                                       |                                           |
| Zichy Aladár                                        | 1917. augusztus 23.  | 1918. október 31.    | Katolikus Néppárt                     |                                           |
| Vallás- és közoktatásügyi miniszter                 |                      |                      |                                       |                                           |
| Apponyi Albert                                      | 1917. augusztus 23.  | 1918. május 8.       | Függetlenségi Párt                    |                                           |
| Zichy János                                         | 1918. május 8.       | 1918. október 31.    | Nemzeti Munkapárt                     |                                           |
| Földmívelésügyi miniszter                           |                      |                      |                                       |                                           |
| Mezőssy Béla                                        | 1917. augusztus 23.  | 1918. január 25.     | Függetlenségi Párt                    |                                           |
| Wekerle Sándor                                      | 1918. január 25.     | 1918. február 11.    | 48-as Alkotmánypárt                   | miniszterelnökként, ideiglenesen          |
| Serényi Béla                                        | 1918. február 11.    | 1918. október 31.    | Nemzeti Munkapárt                     |                                           |
| Kereskedelemügyi miniszter                          |                      |                      |                                       |                                           |
| Serényi Béla                                        | 1917. augusztus 23.  | 1918. január 25.     | Nemzeti Munkapárt                     |                                           |
| Szterényi József                                    | 1918. január 25.     | 1918. október 31.    | Alkotmánypárt                         |                                           |
| Horvát-szlavón-dalmát tárca nélküli miniszter       |                      |                      |                                       |                                           |
| Unkelhäusser Károly                                 | 1917. augusztus 23.  | 1918. október 31.    | pártonkívüli (?)                      |                                           |
| Közélelmezési miniszter                             |                      |                      |                                       |                                           |
| Hadik János                                         | 1917. augusztus 23.  | 1918. január 25.     | Alkotmánypárt                         |                                           |
| Windisch-Graetz Lajos                               | 1918. január 25.     | 1918. október 25.    | pártonkívüli                          | (Az Országos Alkotmánypárt kültagja volt) |
| Tárca nélküli (átmenetgazdaságügyi) miniszter       |                      |                      |                                       |                                           |
| Földes Béla                                         | 1917. augusztus 23.  | 1918. május 8.       | Függetlenségi Párt                    | távozásával a tisztség megszűnt           |
| Tárca nélküli (népjóléti és munkaügyi) miniszter    |                      |                      |                                       |                                           |
| Batthyány Tivadar                                   | 1917. augusztus 23.  | 1918. január 25.     | Függetlenségi és 48-as (Károlyi) Párt |                                           |
| betöltetlen                                         | 1918. január 25.     | 1918. október 31.    | —                                     |                                           |
| Tárca nélküli (választójogi) miniszter              |                      |                      |                                       |                                           |
| Vázsonyi Vilmos                                     | 1917. augusztus 23.  | 1918. január 25.     | Polgári Demokrata Párt                | távozásával a tisztség megszűnt           |
| Tárca nélküli miniszter (ügyköri megnevezés nélkül) |                      |                      |                                       |                                           |
| Esterházy Móric                                     | 1918. január 25.     | 1918. május 8.       | pártonkívüli                          |                                           |